# Nambsheim
Nambsheim ist eine französische Gemeinde mit 578 Einwohnern (Stand 1. Januar 2022) im Département Haut-Rhin in der Region Grand Est (bis 2015 Elsass). Sie gehört zum Arrondissement Colmar-Ribeauvillé, zum Kanton Ensisheim und zum Gemeindeverband Communauté de communes Alsace Rhin Brisach. Die Bewohner werden Nambsheimois und Nambsheimoises genannt.
Die Gemeinde erhielt 2022 die Auszeichnung „Eine Blume“, die vom Conseil national des villes et villages fleuris (CNVVF) im Rahmen des jährlichen Wettbewerbs der blumengeschmückten Städte und Dörfer verliehen wird.

## Geographie
Die Gemeinde erstreckt sich in der Ebene westlich des Oberrheins, der hier die Staatsgrenze zu Deutschland (bzw. Baden-Württemberg) bildet. Sie liegt jeweils etwa 20 km südöstlich von Colmar und südwestlich von Freiburg im Breisgau. Im Osten hat Nambsheim einen Anteil am Rheinseitenkanal mit der Ile de Kembs-Neuf-Brisach.

### Nachbargemeinden
Angrenzende Gemeinden sind Heiteren im Norden, Geiswasser im Nordosten, Hartheim am Rhein (Deutschland) im Südosten, Balgau im Südwesten sowie Rustenhart im Westen.

## Geschichte
Einige Grabstätten aus römischer und merowingischer Zeit auf dem Gemeindegebiet geben Hinweis auf eine prähistorische Besiedelung von Nambsheim. Die erste urkundliche Erwähnung des Dorfes erfolgte gegen Ende des 10. Jahrhunderts, als der Bischof Widerold von Straßburg der benediktinischen Abtei von Eschau Ländereien zu Nambsheim überließ. Am ehemaligen Rheinarm östlich von Nambsheim befand sich früher ein Hafen, der vom Straßburger Bischof in der Abtei von Eschau im 10. Jahrhundert betrieben wurde. Das Dorf gehörte seit dem 13. Jahrhundert den Habsburgern, die hier eine Zollstation für den rheinländischen Handel unterhielten und im Schloss Zollbühl (heute: Motte du Péage) untergebracht waren. Dabei handelte es sich eigentlich um das Schloss Nambsheim, das im 16. Jahrhundert erstmals zur Erwähnung kam und im 19. Jahrhundert aus den Urkunden verschwand. 1389 – jetzt war das Dorf ein Lehen von Wernher von Ratolzdorf – wurde Nambsheim von Bernhard von Beblenheim geplündert. 1513 kaufte der kaiserliche Schatzmeister Jakob Villinger von Schönenberg das Schloss und einen Großteil des Dorfes.
Schon 1536 veräußerte die Witwe des kaiserlichen Schatzmeisters die Güter des Dorfes an die Stadt Colmar, die sie an Peter Scheer aus Schwartzenberg weiterverkaufte. In der Folge ging Nambsheim nach und nach in die Hände der noblen Familien von Landeck, von Rappoltstein, von Klug, von Greiff, von Schauenberg und von Anthes über. Nachdem bereits unter Beibehaltung der bestehenden Feudalherrschaften in der zweiten Hälfte des 17. Jahrhunderts die Souveränität vom Deutschen Reich auf Frankreich gewechselt hatte, wurde 1789 die französische Zentralverwaltung eingeführt.
Von 1871 bis zum Ende des Ersten Weltkrieges gehörte Nambsheim als Teil des Reichslandes Elsaß-Lothringen zum Deutschen Reich und war dem Kreis Colmar im Bezirk Oberelsaß zugeordnet. 1910 wurden in Nambsheim 355 Einwohner registriert. Im Zweiten Weltkrieg wurde die Bevölkerung 1939 nach Bouglon (Département Lot-et-Garonne) evakuiert und 1945 von der deutschen Besatzung befreit. Im Laufe seiner Geschichte fiel das elsässische Dorf mehrfach Großbränden zum Opfer, so in den Jahren 1632, 1914, 1615, 1790 und 1915.

### Bevölkerungsentwicklung
| Jahr      | 1962 | 1968 | 1975 | 1982 | 1990 | 1999 | 2007 | 2018 |
| --------- | ---- | ---- | ---- | ---- | ---- | ---- | ---- | ---- |
| Einwohner | 259  | 261  | 341  | 346  | 345  | 406  | 555  | 583  |

## Sehenswürdigkeiten
Die Kirche St. Stephan (Saint-Étienne) stammt aus dem 19. Jahrhundert, der heutige Kirchturm wurde 1937 errichtet.
|  |  |

## Wirtschaft
Nambsheim war über Jahrzehnte eine insbesondere durch die traditionelle Rinder- und Schweinezucht sowie den Getreideanbau geprägte Gemeinde. Mittlerweile ist auch ein gleichermaßen bedeutendes Gewerbegebiet entstanden. Dort hat sich das renommierte Chemieunternehmen DuPont de Nemours mit einem Forschungszentrum angesiedelt, das im Bereich der Produkte für nachhaltige Entwicklungshilfe tätig ist.

### Verkehrsanbindung
Durch das Gemeindegebiet verlaufen die Départementstraßen 52 (östlich der Ortschaft parallel zum Rhein) und 468. Die Bundesautobahn 5 liegt als überregionale Verkehrsader direkt auf der anderen Rheinseite in Deutschland. Die dort gelegene Anschlussstelle Hartheim/Heitersheim befindet sich nur 5 km südöstlich von Nambsheim und ist über die allerdings für den Schwerlastverkehr gesperrte 2006 eröffnete Rheinbrücke bei Fessenheim gut erreichbar, so dass die Ortschaft insgesamt sehr gut an das Straßennetz angebunden ist.